# 尹雄大
尹 雄大（ゆん うんで、朝: 윤웅대, 1970年4月16日 - ）は、日本のインタビュアー、作家。兵庫県神戸市出身。日本名、中村雄大（たけひろ）。

## 経歴
1970年、神戸市に生まれる。関西学院大学哲学科出身。さくらグループを半年で退社、テレビ製作会社や新聞社に勤務してからフリーとなる。
政財界、アスリートや文化人など800人以上に取材し、そうした経験と様々な武術を稽古した体験をもとに身体論を展開している。主な著書に『体の知性を取り戻す』（講談社現代新書）『やわらかな体と言葉のレッスン』（春秋社）『増補新版 FLOW 韓氏意拳の哲学』（晶文社）。

## 著作

### 単著
- 『FLOW―韓氏意拳の哲学』（冬弓舎）2006年 ISBN 4925220209
- 『体の知性を取り戻す(講談社現代新書)』（講談社）2014年 ISBN 4062882809
- 『やわらかな言葉と体のレッスン』（春秋社）2015年 ISBN 4393373278
- 『断食で変わったぼくのカラダ(幻冬舎plus＋)』（幻冬舎）2016年 ASIN B01MT0Z5XV
- 『増補新版 FLOW: 韓氏意拳の哲学』（晶文社）2017年 ISBN 4794969597
- 『モヤモヤの正体 迷惑とワガママの呪いを解く』（ミシマ社）2020年 ISBN 4909394311
- 『さよなら、男社会』（亜紀書房）2020年 ISBN 4750516767
- 『つながり過ぎないでいい——非定型発達の生存戦略』(亜紀書房) 2022年　ISBN 9784750517261
- 『聞くこと、話すこと。～人が本当のことを口にするとき』(大和書房) 2023年　ISBN 9784479394051
- 『句点。に気をつけろ　「自分の言葉」を見失ったあなたへ』(光文社) 2024年　ISBN 9784334102302

### 共著
- 『僕たちはなぜ取材するのか』（皓星社）2017年 ISBN 4774406376
- 『子育て指南書 ウンコのおじさん』（ジャパンマシニスト社）2017年 ISBN 4880493287

### 編著
- 『「ユマニチュード」という革命: なぜ、このケアで認知症高齢者と心が通うのか』（イヴ・ジネスト、2016年）